# Elezioni parlamentari in Colombia del 2006
Le elezioni parlamentari in Colombia del 2006 si tennero il 12 marzo per il rinnovo del Congresso della Repubblica (Camera dei rappresentanti e Senato della Repubblica).

## Risultati

### Camera dei rappresentanti
| Liste                                           | Voti      | %     | Seggi |
| ----------------------------------------------- | --------- | ----- | ----- |
| Partito Liberale Colombiano                     | 1 646 404 | 18,97 | 31    |
| Partito Sociale di Unità Nazionale              | 1 453 353 | 16,75 | 28    |
| Partito Conservatore Colombiano                 | 1 363 656 | 15,71 | 26    |
| Cambiamento Radicale                            | 932 207   | 10,74 | 18    |
| Polo Democratico Alternativo                    | 708 664   | 8,17  | 14    |
| Convergenza Cittadina                           | 397 903   | 4,58  | 8     |
| Alas Equipo Colombia                            | 370 789   | 4,27  | 8     |
| Movimento Indipendente di Rinnovamento Assoluto | 233 920   | 2,70  | 5     |
| Partito Colombia Democratica                    | 215 753   | 2,49  | 2     |
| Apertura Liberale                               | 199 810   | 2,30  | 5     |
| Movimento Nazionale                             | 175 012   | 2,02  | 2     |
| Movimento Popolare Unito                        | 129 977   | 1,50  | 2     |
| Per il Paese che Sogniamo                       | 99 565    | 1,15  | 1     |
| Movimento di Integrazione Regionale             | 91 547    | 1,05  | 4     |
| Huila Nuova e Liberalismo                       | 80 688    | 0,93  | 2     |
| Partito di Azione Sociale                       | 52 340    | 0,60  | 1     |
| Movimento Rinnovamento Azione Laburista         | 33 308    | 0,38  | –     |
| Movimento di Salvezza Nazionale                 | 28 975    | 0,33  | –     |
| Movimento di Partecipazione Popolare            | 18 449    | 0,21  | –     |
| Movimento Nazionale Progressista                | 8 146     | 0,09  | –     |
| Totale                                          | 8 678 535 | 100   | 162   |